# Comarca de Ebro
A Comarca de Ebro (língua espanhola: Comarca del Ebro) é uma comarca da província de Burgos em Castela e Leão (Espanha). Se situa a nordeste da província, tendo como capital o município de Miranda de Ebro.